# Storrsella
Storrsella, en ocasiones erróneamente denominado Storssella, es un género de foraminífero bentónico de la subfamilia Cuvillierininae, de la familia Rotaliidae, de la superfamilia Rotalioidea, del suborden Rotaliina y del orden Rotaliida. Su especie tipo es Cibicides haasteri. Su rango cronoestratigráfico abarca desde el Paleoceno hasta el Ypresiense (Eoceno inferior).

## Clasificación
Storrsella incluye a las siguientes especies:
- Storrsella crimensis †
- Storrsella haasteri †